# Ladislas de Cieszyn
Ladislas de Cieszyn (polonais : Władysław cieszyński) (né vers 1325/1331 – mai 1355) est un prince polonais membre de la dynastie des Piast de Silésie de la lignée du duché de Cieszyn.

## Origine
Ladislas ou Władysław est le fils ainé du duc Casimir Ier de Cieszyn, et de son épouse Euphémia, fille du duc Trojden Ier de Czersk-Varsovie. Il suit la trace des autres princes de sa lignée qui réalisent une carrière ecclésiastique et se mettent au service d'une monarchie puissante.
Dans le cas des ducs de Cieszyn qui comme beaucoup de dynastes de Silésie ont rendu l'hommage féodal à la maison de  Luxembourg il obtient sa position grâce à une étroite collaboration avec cette puissante maison qui règne sur le royaume de Bohême et revendique le Saint-Empire et qui a reçu les services de Casimir Ier et de son successeur Przemysław Ier Noszak , duc de Cieszyn. Les excellentes relations entre Ladislas et le roi de Bohême et futur empereur Charles IV du Saint-Empire lui permettent de réaliser une brillante carrière de 1347 jusqu'à sa mort. 
Le jeune prince polonais est présent lors des principaux événements de la cour de Bohême. Au début de 1354, Ladislas est nommé Juge de la Cour du roi. Quand le 10 novembre 1354 Charles IV demande à ses vassaux de se joindre à lui pour effectuer sa descente en Italie afin de recevoir la couronne impériale, Ladislas est l'un des proches du futur empereur. Son rôle de témoin est fréquemment évoqué dans les actes  de la maison de Luxembourg et bien sûr Ladislas est présent au premier plan lors du couronnement impérial le dimanche de Pâques 5 avril 1355 à Rome des mains du cardinal d'Ostie spécialement mandaté par le Pape d'Avignon Innocent VI.
Toutefois la carrière de Ladislas s'achève brutalement et de manière inexpliquée. le prince est mentionné une dernière fois dans un document du 15 mai 1355, et peu après il meurt à Pise. Les circonstances de sa mort sont obscures. Selon le récit d'un chroniqueur italien contemporain Matteo Villani qui nomme d'ailleurs sans doute par erreur le prince « Stefano » il prend part avec la suite impériale à un banquet à Florence où il est couvert d'honneur par l'empereur mais peu après il tombe gravement malade et meurt à son arrivée à Pise. La mort de son jeune favori affecte fortement Charles IV qui décide de se retirer d'Italie et quitte immédiatement Pise après une émeute où il échappe de peu à la populace déchainée.
Ladislas est-il décédé de mort naturelle ? Le récit de Matteo Villani ne permet pas de l'affirmer. Bien sûr, un empoisonnement de Ladislas aurait été à l'origine du départ précipité de Charles IV d'Italie. Selon une autre interprétation Le prince de Cieszyn aurait été tué lors du soulèvement de Pise en sauvant la vie de Charles IV.  Cependant cette version est rejetée par une majorité d'historiens. Il semble plus probable que Ladislas de Cieszyn, Juge de la cour de l'empereur  Charles IV, soit mort à Pise en  1355 empoisonné. Un document du  27 septembre 1355 mentionne que Ladislas est vivant, mais il s'agit certainement d'une confusion avec son jeune frère Przemysław, qui peu après sa mort lui succède dans la faveur de Charles IV et reçoit ses titres et dignités et fonctions. Ladislas n'est jamais revenu à Cieszyn; il est inhumé dans la cathédrale de Pise son tombeau de bonne facture s'y voyait encore au XVe siècle.

## Source de la traduction
- (en) Cet article est partiellement ou en totalité issu de l’article de Wikipédia en anglais intitulé « Władysław of Cieszyn (d. 1355) » (voir la liste des auteurs).